# Bükkábrány
Bükkábrány is een plaats (község) en gemeente in het Hongaarse comitaat Borsod-Abaúj-Zemplén. Bükkábrány telt 1683 inwoners (2001).